# Erfurter Wohnungsbaugenossenschaft Borntal

Wohnhaus in der Pestalozzistr.

Die Erfurter Wohnungsbaugenossenschaft Borntal eG, bis 1990 Arbeiterwohnungsbaugenossenschaft „Ernst Thälmann“, kurz AWG, ist eine eingetragene Genossenschaft in Erfurt. Sie wurde am 12. Mai 1954 gegründet, um die Mitarbeiter der nahegelegenen volkseigenen Betriebe (Optima, Funkwerk u. a.) mit Wohnraum zu versorgen.
Die Baugenossenschaft verfügt heute über 1.194 Genossenschaftswohnungen, die zum größten Teil bis 1964 in ehrenamtlicher Tätigkeit in 3- bis 4-geschossiger Bauweise (Altneubau) errichtet wurden und bis 2005 auch fast sämtlich vollmodernisiert wurden. Der Leerstand ist daher im Vergleich zu anderen Wohnungsbeständen in Erfurt unterdurchschnittlich.
Die meisten Wohnhäuser des Unternehmens befinden sich im Erfurter Borntal am Fuß des „Langen Grabens“. Begrenzt wird das Wohngebiet durch den Sportplatz des FC Borntal, eine Filiale der Rewe-Gruppe, das Gutenberggymnasium, die Heinrichstraße (Bundesstraße 4) und das Bundesarbeitsgericht (Biereyestraße). Weitere Wohnhäuser befinden sich u. a. in der Dahlienstraße, der Günterstraße, der Eobanstraße, der Gustav-Adolf-Straße und der Rubianusstraße.